# 세계 스쿼시 연맹
세계 스쿼시 연맹(World Squash Federation)은 스쿼시 종목을 총괄하는 국제 기구이다. 본부는 잉글랜드 헤이스팅스에 위치하고 있다. 2009년을 기준으로 147개 회원 연맹을 두고 있다.
1864년 잉글랜드에 최초의 스쿼시 코트가 생긴 이래 스쿼시는 전 세계로 보급되어 지속적으로 성장하여 왔다. 이러한 성장을 배경으로 스쿼시의 원활한 보급과 운영을 위해 1967년 국제 스쿼시 라켓 연맹(International Squash Rackets Federation)이 창설되었다. 이후 1992년에 조직 명칭을 세계 스쿼시 연맹으로 변경하면서 오늘날에 이르게 되었다. 오늘날에는 전 세계 185개 이상 국가에 약 5만여 개의 스쿼시 코트가 존재하고 있다.
세계 스쿼시 연맹은 국제 올림픽 위원회에 의해 스쿼시 국제 연맹으로 공인 받았다. 세계 스쿼시 연맹은 스포츠어코드와 IOC 공인 국제 스포츠 연맹 협회(ARISF)의 회원 연맹이기도 하다.

## 대륙별 협회
| 대륙       | 연맹                         | 회장                  |
| ---------- | ---------------------------- | --------------------- |
| 아시아     | 아시아 스쿼시 연맹 (ASF)     | David Y.Y. Mui        |
| 유럽       | 유럽 스쿼시 연맹 (ESF)       | Hugo Hannes           |
| 아프리카   | 아프리카 스쿼시 연맹 (SFA)   | Vijay Gajjar          |
| 오세아니아 | 오세아니아 스쿼시 연맹 (OSF) | Neven Barbour         |
| 아메리카   | 판아메리카 연맹 (FPS)        | Marco Antonio Rosales |

## 프로 협회
- 프로 스쿼시 협회 (PSA)
- 여자 스쿼시 협회 (WSA)

## 같이 보기
- 세계 복식 스쿼시 선수권 대회